# Hans von Mangoldt-Gaudlitz

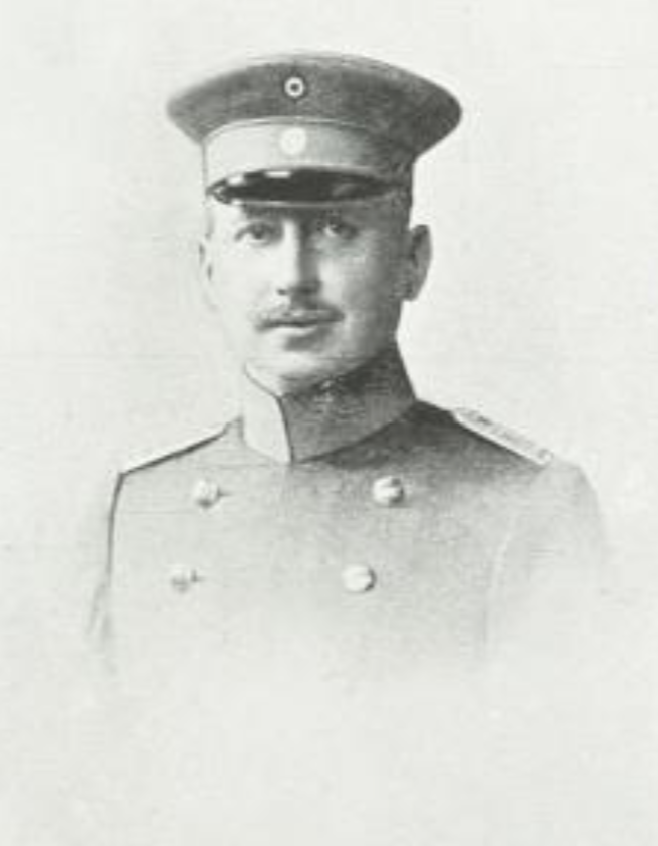
Hans von Mangoldt-Gaudlitz in jüngeren Jahren

Hans Georg Walter von Mangoldt-Gaudlitz (* 12. Juni 1869 in Reudnitz; † 8. Oktober 1936 in Possenhofen) war ein sächsischer Brigadekommandeur, Militärhistoriker und Privatdozent.

## Leben

### Herkunft
Er war Sohn des sächsischen Generalmajors Hans Georg von Mangoldt und dessen Ehefrau Louise Gaudlitz. Er heiratete am 19. September 1898 auf Schloss Lieberose Elsbeth, verwitwete Finck von Finckenstein. Die Ehe wurde am 15. April 1912 in Dresden geschieden und er heiratete erneut am 28. September 1921 in Dresden Toska Marie-Agnes von Stammer.

### Karriere
Hans von Mangoldt-Gaudlitz trat 1889 in das Karabinier-Regiment der sächsischen Armee ein und wurde 1890 zum Leutnant im Regiment befördert. 1895 wurde er in das Königlich Sächsische 2. Husaren-Regiment Nr. 19 „Kronprinz Wilhelm des Deutschen Reiches und von Preußen“ und besuchte von 1898 bis 1901 die preußische Kriegsakademie in Berlin. Am 1. April 1902 wurde er zum Großen Generalstab in Berlin (3. französische Abteilung) abkommandiert und 1904 als Hauptmann zum sächsischen Generalstab versetzt. 1905 wurde er als Eskadronschef der 3. Eskadron in das Garde-Reiter-Regiment versetzt und blieb bis 1908 in dieser Eigenschaft. Im Februar 1906 wurde er mit dem bayerischen Militärverdienstorden IV. Klasse ausgezeichnet. Im April 1908 wurde er dann in den Generalstab der 32. Division (3. Königlich Sächsische) befehligt, wo er im September 1909 zum Major ohne Patent befördert wurde. 1910 wurde er zum Major befördert. 1912 wurde er etatsmäßiger Stabsoffizier beim Ulanen-Regiment „Kaiser Franz Josef von Österreich, König von Ungarn“ (1. Königlich Sächsisches) Nr. 17 und im April 1914 mit der Führung des Regiments beauftragt. 1912 wurde er mit Ritterkreuz I. Klasse des Hausordens vom Weißen Falken ausgezeichnet. Er rückte nach Ausbruch des Ersten Weltkrieges mit seinem Verband an die Ostfront. Er konnte sich im September desselben Jahres mit seiner Truppe in Richtung Warschau auszeichnen und wurde dafür am 7. November 1914 mit dem Ritterkreuz des Militär-St.-Heinrichs-Ordens ausgezeichnet. Im Oktober 1914 schickte er dem Bürgermeister von Oschatz eine Nachricht, dass sie als erste sächsische Truppe nach 102 Jahren russischen Boden betrat. 1915 wurde er Chef des Stabes der Etappen-Inspektion 8 und zum Oberstleutnant befördert. 1916 wurde er Oberquartiermeister der 3. Armee. Im Juli 1916 wurde er mit dem Ritterkreuz I. Klasse des sächsischen Verdienstordens mit Schwertern ausgezeichnet. Am 25. Juli 1916 wurde er mit dem Ritterkreuz des Königlichen Hausorden von Hohenzollern ausgezeichnet. Im April 1918 wurde er zum Oberst befördert.
1919 wurde er mit Erlaubnis zum Tragen der Uniform des Generalstabes zur Disposition gestellt. Nach Kriegsende studierte er 1919 Kunst und Geschichte an der Universität Tübingen. Er wirkte die nächsten Jahre als Privatdozent für Heer- und Kriegsgeschichte an der Universität Tübingen und veröffentlichte 1922 sein Buch zur Reiterei in den germanischen und fränkischen Heeren.

## Werke
- Die Reiterei in den germanischen und fränkischen Heeren bis zum Ausgang der deutschen Karolinger. 1922 (Digitalisat)